# 세이두 케이타
세이두 케이타(프랑스어: Seydou Keita, 1980년 1월 16일 ~ )는 말리의 전 축구 선수로 과거 포지션은 수비형 미드필더였으며 아프리카 올해의 선수로도 뽑힌 바 있는 살리프 케이타의 조카이며 현재 프랑스 여권을 소지하고 있다.

## 선수 경력

### 클럽
1997년 프랑스로 날아가 1999년까지 올랭피크 드 마르세유 유소년팀에서 성장했고 1999년 마르세유 성인팀 입단을 통해 정식으로 프로에 입문한 뒤 10경기 1골을 기록했다.
1999-2000 시즌을 마친 뒤 프랑스 2부 리그팀인 FC 로리앙으로 이적하여 39경기 1골을 기록하며 팀의 2000-01 리그 2 준우승 및 차기 시즌 1부 리그 승격, 2001-02 쿠프 드 프랑스 우승에 이바지했으나 2001-02 1부 리그에서 7승 10무 17패·20팀 중 최하위에 머무르며 1시즌만에 2부 리그 강등이라는 아픔을 맛보았다.
이후 1부 리그의 RC 랑스로 이적하여 2006-07 시즌까지 팀의 주축 수비형 미드필더로 218경기 24골을 기록하며 2005년 UEFA 인터토토컵 우승, 2005-06 리그 1 4위, 2006-07년 UEFA 유로파리그 16강 진출 등의 성과를 이끌어내는 활약을 펼친 뒤 스페인 프리메라리가의 세비야 FC로 이적하여 2007-08 시즌 45경기 7골을 터뜨리며 2007-08 라리가 5위, 2007년 스페인 슈퍼컵 우승, 2007년 UEFA 슈퍼컵 준우승 등에 기여했다.
그리고 세비야를 떠나 2008년 5월 26일 계약기간 4년 및 한화 약 188억원에 라리가의 강호이자 레알 마드리드의 라이벌팀인 FC 바르셀로나로 이적하여 2011-12 시즌까지 188경기 22골을 기록하며 리그 3연패, 코파 델 레이 2회 우승 및 1회 준우승, 스페인 슈퍼컵 3연패, UEFA 챔피언스리그 2회 우승, UEFA 슈퍼컵 2회 우승, FIFA 클럽 월드컵 2회 우승 등의 화려한 업적을 남겼다.
바르셀로나에서의 화려한 성과들을 남긴 채 2011-12 시즌 종료 후 바르셀로나를 떠나 2012년 중국 슈퍼리그 소속팀인 다롄 프로축구단으로의 이적을 통해 처음으로 아시아 무대를 밟아 2013 시즌까지 41경기에 출장해 10골을 기록하며 다롄이 2연속 리그 5위로 선전하는데 큰 힘을 실어줬으며 2013 시즌을 마치고 중국을 떠나 2014년 1월 30일 발렌시아 CF로 이적하며 약 2년만에 스페인 무대로 복귀하여 2013-14 시즌에서 18경기 1골의 성적을 남겼다.
2013-14 시즌을 마친 뒤 2014-15 시즌을 앞두고 이탈리아 세리에 A 소속팀 AS 로마로 이적하여 2시즌동안 59경기 4골의 성적을 남기며 2014-15 세리에 A 준우승, 2015-16년 UEFA 챔피언스리그 16강, 2015-16 세리에 A 3위 등의 성과를 이끌어냈고 2015-16 시즌 종료 후 카타르 스타스 리그의 엘자이시 SC에서 21경기 6골을 터뜨리며 팀의 2016-17 카타르 스타스 리그 4위, 2017년 카타르 크라운 프린스컵 준우승에 일조한 뒤 이를 끝으로 프로 통산 653경기 78골의 성적을 남기고 현역 은퇴를 선언했다.

### 국가대표팀
말리 U-20 국가대표팀 소속으로 1999년 FIFA U-20 월드컵에 참가하여 팀을 대회 3위라는 말리 축구 역사상 FIFA 주관 대회 역대 최고 성적으로 이끌었고 이에 힘입어 골든볼의 영예까지 안았다.
이후 2000년 4월 9일 리비아와의 2002년 FIFA 월드컵 아프리카 지역 예선 1라운드 C조 1차전에서 국제 A매치 데뷔전을 치렀으며 이듬해인 2001년 12월 25일 가나와의 친선 경기에서 A매치 데뷔골을 신고했다.
그리고 2015년 국가대표팀 유니폼을 반납할 때까지 A매치 통산 102경기 25골을 터뜨려 센추리클럽에 가입했으며 2012년 아프리카 네이션스컵과 2013년 아프리카 네이션스컵에서 팀을 2연속 대회 3위에 올려놓는 등 15년간 말리의 중원을 확실하게 책임졌다.

## 수상

### 클럽
FC 로리앙
- 리그 2 : 준우승 (2000-01)
- 쿠프 드 프랑스 : 우승 (2001-02)

 RC 랑스
- 리그 1 : 4위 (2005-06)
- UEFA 인터토토컵 : 우승 (2005)

 세비야 FC
- UEFA 슈퍼컵 : 준우승 (2007)
- 스페인 슈퍼컵 : 우승 (2007)

 FC 바르셀로나
- 라리가 : 우승 (2008-09, 2009-10, 2010-11)
- 코파 델 레이 : 우승 (2008-09, 2011-12), 준우승 (2010-11)
- UEFA 챔피언스리그 : 우승 (2008-09, 2010-11)
- FIFA 클럽 월드컵 : 우승 (2009, 2011)
- UEFA 슈퍼컵 : 우승 (2009, 2011)
- 스페인 슈퍼컵 : 우승 (2009, 2010, 2011)

 엘자이시 SC
- 카타르 스타스 리그 : 4위 (2016-17)
- 카타르 크라운 프린스컵 : 준우승 (2017)

### 국가대표팀
말리 U-20
- FIFA U-20 월드컵 : 3위 (1999)

 말리
- 아프리카 네이션스컵 : 3위 (2012, 2013)

### 개인
- FIFA U-20 월드컵 : 골든볼 (1999)

## 같이 보기
- A매치 100경기 이상 출전한 축구 선수 명단